# Зефания Плат
Зефания Плат (на английски: Zephaniah Platt) е американски политик и юрист, основател на американския град Платсбърг, щата Ню Йорк.

## Биография
Зефания Плат е роден на 27 май 1735 г. в град Хънтингтън, провинция Ню Йорк, в семейството на Зефания Плат-старши (1705 – 1778). Той е пряк потомък на Ричард Плат (1603 – 1684), който е роден в Уеър, Хартфордшир, Англия, установил се в Кънектикът.
Получава английско образование, и практикува като адвокат в Пъкипсий, провинция Ню Йорк, като по-късно става член на провинциалния конгрес на Ню Йорк (1775 – 1777)  Комитет по безопасност (1777), Сенат на щата (1777 – 1783), Конгрес на Конфедерацията (1785 и 1786), Съвет по назначаването (1778 и 1781). Той е бил съдия на окръг Датчес от 1781 до 1795 г. и е делегат на конституционната конвенция на Ню Йорк през 1788 г.
През 1788 г. той основава град Платсбърг в щат Ню Йорк и се премества там през 1798 г., за да продължи да практикува своята адвокатска дейност. Той е в основата за създаването на канала Ери, а също е бил регент на университета в щата Ню Йорк от 1791 г. до смъртта си през 1807 г.